# Drwalew (województwo mazowieckie)

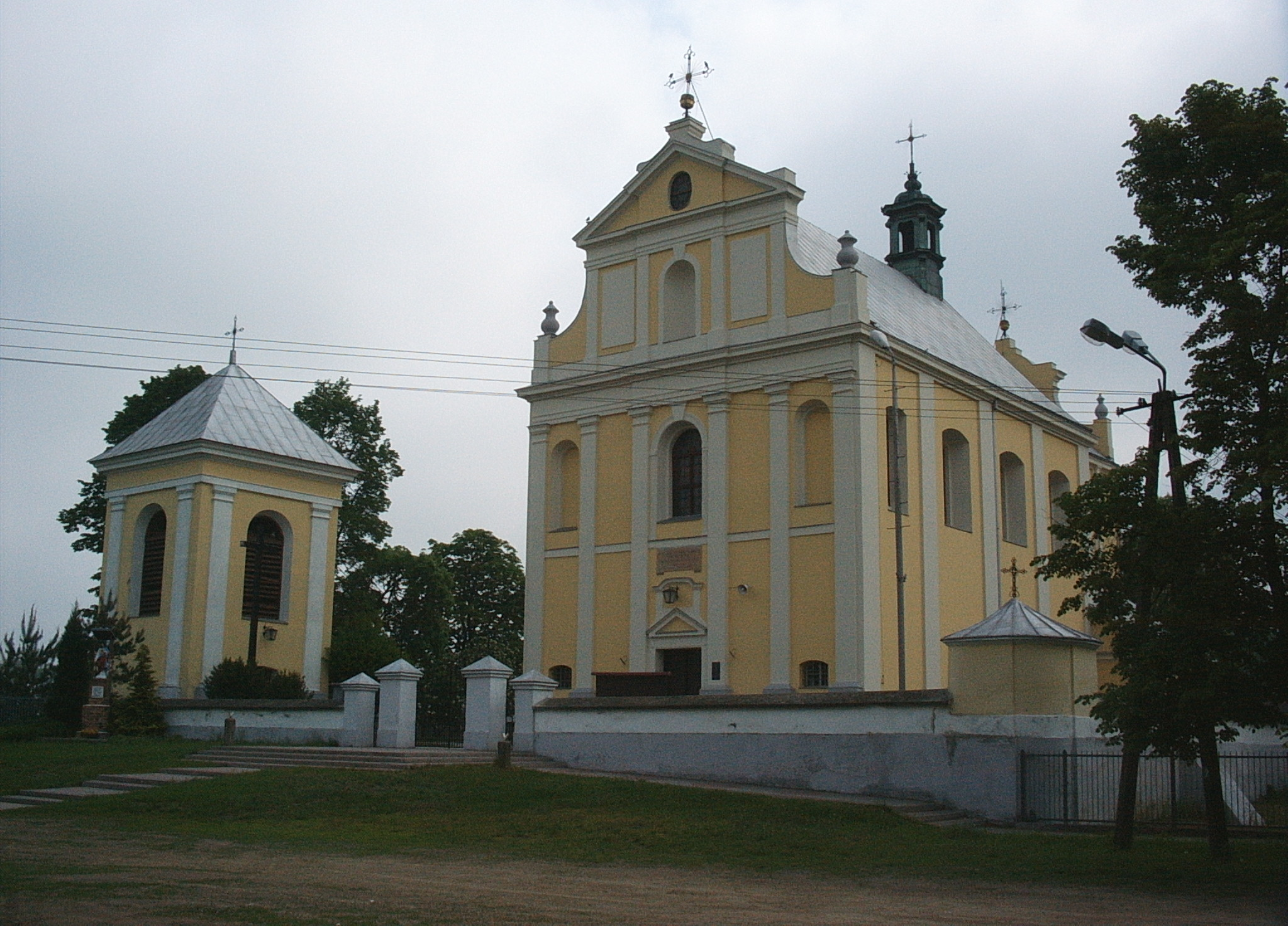
Kościół w Drwalewie

Herb Jelita

Drwalew – wieś sołecka w Polsce położona w województwie mazowieckim, w powiecie grójeckim, w gminie Chynów. Do 1954 roku istniała gmina Drwalew.
Miejscowość leżąca w Średniowieczu przy drodze łączącej Grójec z Czerskiem, która przebiegała prawym brzegiem Molnicy, przez Żyrów, Drwalew, Staniszewice. Obecnie leży przy drodze krajowej nr 50 - Sochaczew, Góra Kalwaria, Mińsk Mazowiecki.

## Historia
Wieś szlachecka położona była w drugiej połowie XVI wieku w powiecie grójeckim ziemi czerskiej województwa mazowieckiego.
W 1576 r. leżała w granicach powiatu grójeckiego w ziemi czerskiej.
W XIX w. wybudowano pałac według projektu Fryderyka Alberta Lessela, dla rodziny Krzywoszewskich.
W roku 1928 Stanisław Klawe, właściciel majątku ziemskiego, założył Wytwórnię Surowic i Preparatów Weterynaryjnych i Ziołowych. Po II wojnie światowej zakład został upaństwowiony i znany jest pod nazwą BIOWET. Należy obecnie do Polfy w Grodzisku Maz.
Od 1929 wieś jest siedzibą Gminy Drwalew. We wsi był młyn motorowy - wł. Stanisława Telackiego, który był też wójtem i prezesem Ochotniczej Straży Pożarnej powstałej w 1924 r., jednostki zasłużonej w propagowaniu kultury w gminie. W remizie OSP były wystawiane przedstawienia teatrów objazdowych, wyświetlano filmy, a do 1939 r. OSP miała swoją orkiestrę dętą. Majątek ziemski, zwany wtedy Drwalewo i Lasopole, o powierzchni 416 ha należał do 1928 r. do M. Longchamps. W 1928 roku zakupił go Stanisław Adolf Klawe, właściciel Zakładów Chemiczno-Farmaceutycznych d. Magister Klawe w Warszawie. W okresie II wojny światowej majątek został, wraz z zakładami w Warszawie, skonfiskowany przez Niemców. Po wojnie z majątku ziemskiego powstał PGR.
W czasie kampanii wrześniowej stacjonował tu III/6 dywizjon myśliwski.
W latach 1919–1954 wieś należała i była siedzibą gminy Drwalew. W latach 1954–1972 wieś należała i była siedzibą władz gromady Drwalew. W latach 1975–1998 miejscowość administracyjnie należała do województwa radomskiego.

## Opis miejscowości
We wsi znajduje się zespół szkół (przedszkole, szkoła podstawowa, gimnazjum), OSP, ośrodek zdrowia - ufundowany, wraz z nieistniejącą już apteką, przez Stanisława Klawe dla mieszkańców wsi, poczta i fabryka leków weterynaryjnych "Biowet".

## Pałac
Piętrowy pałac wybudowany na planie prostokąta w stylu klasycystycznym, kryty blaszanym dachem czterospadowym. Od frontu portyk z czterema kolumnami jońskimi potrzymującymi fronton zawierający kartusz z dwoma herbami: Jelita (po prawej).
Parafia drwalewska najprawdopodobniej została wydzielona z parafii grójeckiej. Była parafią rodową Przerowów Drwalewskich i Zawiszów z Budziszyna i Zawad. Obejmowała ich wsie rodowe: Drwalew, Budziszyn Mały, Budziszyn Wielki, Kukały. Przywilej erekcyjny parafii pod wezwaniem św. Bartłomieja jest z roku 1384–1395 - wystawiony przez biskupa poznańskiego Dobrogosta Nowodworskiego. 
W roku 1603 parafia należała do dekanatu wareckiego. Drewniany kościół był pod wezwaniem św. Bartłomieja Apostoła. Plebanem był Jan Skulski. Przy parafii była szkoła której rektorem był Andrzej z Ostrołęki, kantorem Walenty z Mniszewa. Kolatorami kościoła byli właściciele Drwalewa, Stanisław i Wojciech Drwalewscy, którzy kościołowi opłacali rocznie dziesięć ówczesnych złotych. Uposażeniem kościoła, prócz folwarku w Drwalewie, były dziesięciny folwarczne ze wsi Kukały, oraz kmiece z Drwalewa i Drwalewic - wsi należącej wówczas do Franciszka Zawiszy, natomiast na uposażenie wikarego były przeznaczone dziesięciny ze wsi Budziszyn, Budziszynek, Zawady i Lipie. 
W 1645 r. stary drewniany kościół był zniszczony i biskup Andrzej Szołdrski pozwolił patronowi Andrzejowi Gozdeckiemu (herbu Doliwa) - właścicielowi Budziszyna rozebrać go i postawić nowy. 
W latach 1768–1774 wybudowano kościół barokowy wraz z dzwonnicą.
Obecnie parafia pod wezwaniem św. Apostołów Piotra i Pawła należy do dekanatu grójeckiego, archidiecezji warszawskiej.